# آیوی لوئیک
آیوی لوئیک (انگلیسی: Aivi Luik؛ زادهٔ ۱۸ مارس ۱۹۸۵) بازیکن فوتبال اهل استرالیا است.
از باشگاه‌هایی که در آن بازی کرده‌است می‌توان به باشگاه فوتبال فیلکیر و بریزبن رور اشاره کرد.
وی همچنین در تیم ملی فوتبال زنان استرالیا بازی کرده‌است.